# The Dead Talk Back
The Dead Talk Back is een Amerikaanse misdaad/mysteriefilm. De film werd reeds in 1957 opgenomen, maar pas in 1993 uitgebracht toen hij werd teruggevonden door Sinister Media. De film werd geregisseerd door Merle S. Gould.

## Verhaal
Een wetenschapper genaamd Henry Krasker doet onderzoek naar het contact leggen met de doden. Wanneer een van zijn huisgenoten wordt vermoord, roept de politie zijn hulp in met het oplossen van de zaak. Hij moet proberen contact te leggen met de vermoorde man om zo te achterhalen wie hem vermoord heeft.

## Rolverdeling
| Acteur             | Personage        |
| ------------------ | ---------------- |
| Aldo Farnese       | Henry Krasker    |
| Scott Douglas      | Lieutenant Lewis |
| Laura Brock        | Renee Coliveil   |
| Earl Sands         | Harry            |
| Myron Natwick      | Raymond Milburn  |
| Kyle Stanton       | Christy Mattling |
| Sammy Ray          | Tony Pettini     |
| Curtis Roberts     | Frits Kreuger    |
| Don Parker         | Don Harris       |
| Janeanna Pritchard | Hope Byington    |

## Achtergrond
De film is vooral bekend van de behandeling die hij kreeg in de cultserie Mystery Science Theater 3000